# За межею (фільм, 2003)
«За межею» (англ. Beyond Borders) — мелодрама 2003 року режисера Мартіна Кемпбелла з Анджеліною Джолі та Клайвом Овеном у головних ролях.

## Сюжет
На благодійному заході американка Сара Джордан знайомиться з лікарем Ніком Каллаганом. Від нього вона дізнається про дітей, які живуть у країнах третього світу. Жінка зачарована словами лікаря. Вона вирішує долучитися до допомоги дітям Африки, але через сімейні зобов'язання Сара не може бути з Ніком, тому вона повертається додому.
Через чотири роки шлюб Сари з чоловіком починає руйнуватися. Жінка працює в ООН і це займає всі її думки. Одного дня їй випав шанс поїхати з гуманітарною допомогою в Камбоджу, де точилося війна та працював Нік. Вони там зустрічаються, але через пристрасть Ніка до роботи, вони змушені знову розлучитися. Через п'ять років вона дізнається, що Нік у полоні в Чечні. У неї знову з'являється шанс врятувати його.

## У ролях
| Актор            | Роль             |
| ---------------- | ---------------- |
| Анджеліна Джолі  | Сара Джордан     |
| Клайв Овен       | Нік Калаген      |
| Тері Поло        | Шарлотта Джордан |
| Лайнас Роуч      | Генрі Бауфорд    |
| Ноа Еммеріх      | Елліотт Гаузер   |
| Тімоті Вест      | Лоуренс Бауфорд  |
| Кейт Троттер     | місіс Бауфорд    |
| Кейт Ешфілд      | Кет              |
| Джонатан Гіггінс | Філіпп           |

## Створення фільму

### Виробництво
Зйомки фільму проходили в Намібії, Таїланді та Канаді.

### Знімальна група
- Кінорежисер — Мартін Кемпбелл
- Сценарист — Каспіан Тредуелл-Овен
- Кінопродюсер —	Ден Галстед
- Композитор — Джеймс Горнер
- Кінооператор — Філ Мейг'ю
- Кіномонтаж — Ніколас Бауман
- Художник-постановник — Вольф Крюгер
- Артдиректор — Джонатан Гелі-Гатчінсон, Клод Паре
- Художник-костюмер — Норма Марісо
- Підбір акторів — Пем Діксон[2]

## Сприйняття

### Критика
Фільм отримав змішані відгуки. На сайті Rotten Tomatoes оцінка стрічки становить 14 % на основі 103 відгуки від критиків (середня оцінка 4,3/10) і 72 % від глядачів із середньою оцінкою 3,8/5 (32 084 голоси). Фільму зарахований «гнилий помідор» від кінокритиків та «попкорн» від глядачів, Internet Movie Database — 6,5/10 (25 186 голосів), Metacritic — 32/100 (31 відгук критиків) і 5,7/10 (19 відгуків від глядачів).

### Номінації та нагороди
| Нагороди та номінації фільму «За межею» | Нагороди та номінації фільму «За межею» | Нагороди та номінації фільму «За межею» | Нагороди та номінації фільму «За межею» | Нагороди та номінації фільму «За межею» | Нагороди та номінації фільму «За межею» |
| Рік                                     | Кінофестиваль/кінопремія                | Категорія/нагорода                      | Номінант                                | Результат                               |                                         |
| --------------------------------------- | --------------------------------------- | --------------------------------------- | --------------------------------------- | --------------------------------------- | --------------------------------------- |
| 2004                                    | Political Film Society                  | «Мир»                                   | «За межею»                              | Номінація                               |                                         |
| 2004                                    | «Золота малина»                         | Найгірша акторка                        | Анджеліна Джолі                         | Номінація                               |                                         |